# Тана (письмо)

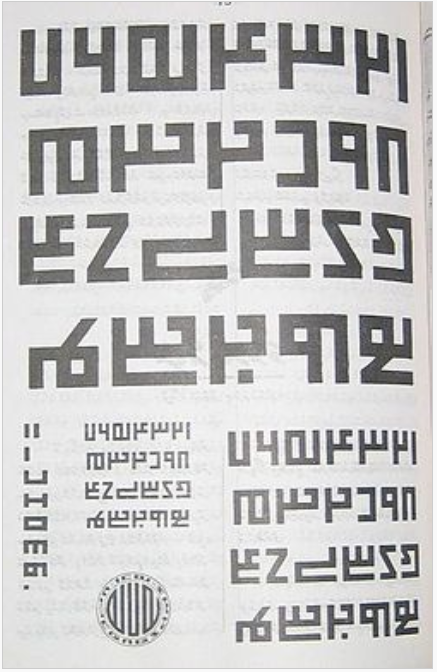
Шрифт Атириге тана

Та́на (мальд. ތާނަ) — письменность, использующаяся в настоящее время для записи мальдивского языка (дивехи). Тана сочетает элементы, характерные для абугид (диакритическая запись гласных, знак вирама) и алфавитов (на письме обозначаются все гласные звуки). Это редкая фонетическая письменность, которая не происходит от протосемитского письма или брахми: согласные буквы в ней происходят от арабских и индийских цифр, гласные — из диакритических знаков арабского письма. Орфография в основном фонетическая.
Письмо тана впервые появляется в мальдивских документах в начале XVIII века (эта первоначальная форма письма известна как габули тана). Со временем буквы стали писаться с 45-градусным наклоном, придавая письму более изящный вид. Впоследствии тана вытеснила более ранний мальдивский алфавит — дивес акуру (старомальдивское письмо).

## Строй

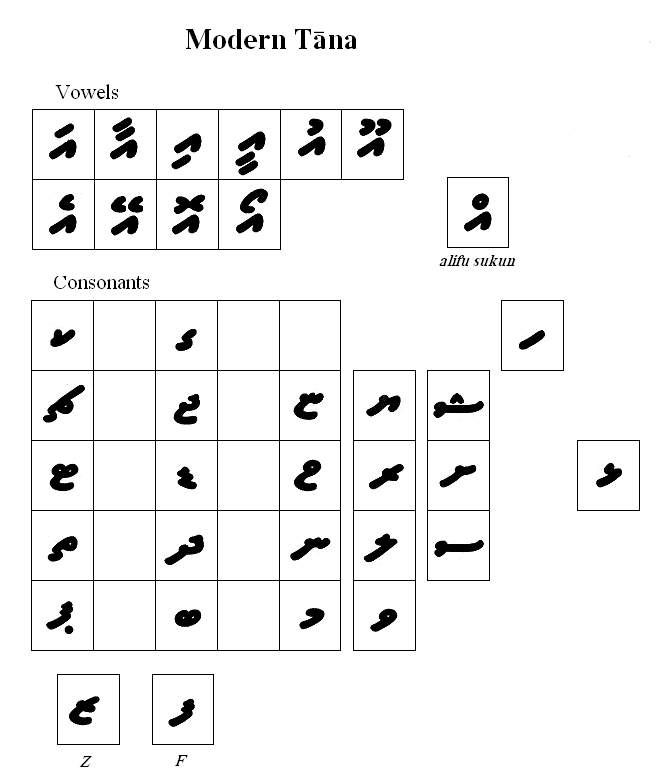
Tāna (или Thaana).
Современный официальный мальдивский шрифт

Тана, подобно арабскому письму, записывается справа налево. Гласные обозначаются при помощи диакритических знаков, происходящих из арабского письма. Каждая буква должна иметь гласный или знак сукун, обозначающий отсутствие гласного. Единственным исключением из этого правила является буква nūnu, которая без диакритического знака обозначает преназализацию последующего взрывного согласного.
Диакритические знаки для гласных на мальдивском языке называются fili. Существует пять знаков для кратких гласных (a, i, u, e, o), причем первые два совпадают с арабскими (фатха и касра), а третья (дамма) выглядит похоже. Долгие гласные (ā, ē, ī, ō и ū) обозначаются удвоением знака (кроме ō, являющейся видоизменением краткого obofili).
Буква alifu не имеет собственного фонетического значения и используется в трёх случаях:
- является носителем гласной без предшествующего согласного — начальной гласной слова или второй части дифтонга
- обозначает удвоение следующего согласного, если содержит sukun (удвоение носовых звуков обозначается добавлением nūnu+sukun перед удваиваемым носовым).
- alifu+sukun в конце слова обозначает, что слово оканчивается на /eh/.

## История письменности

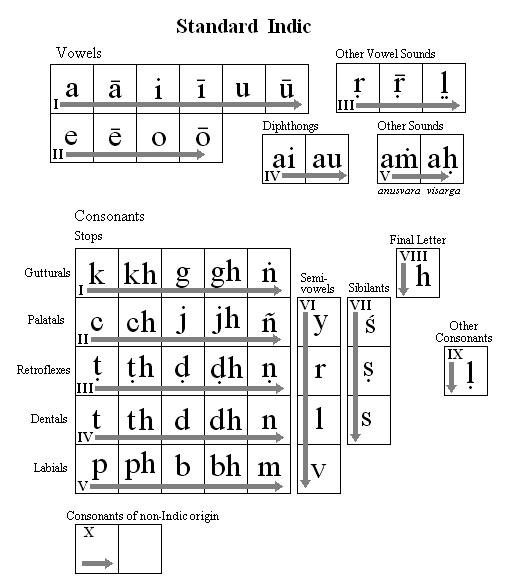
Standard Indic. Эта таблица предоставляется в качестве справочной информации о положении букв в таблице Thaana

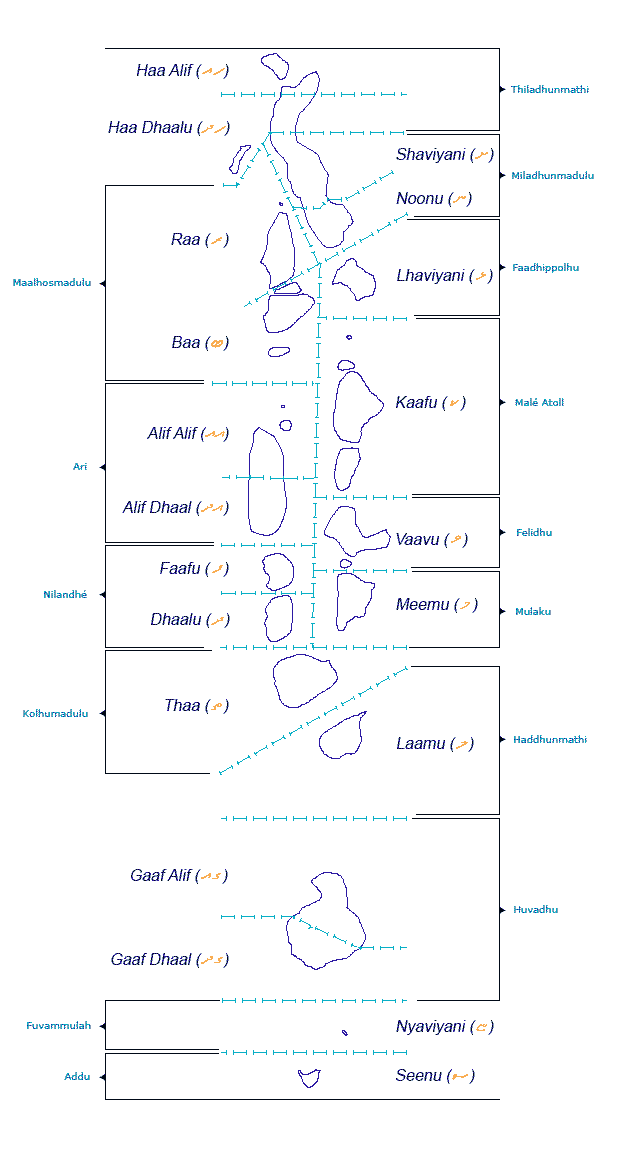
Карта-схема административного деления Мальдив (латинизированный вариант названий букв-идентификаторов приводится тёмно-синим, буквы тана даны в скобках оранжевым)

Происхождение письменности тана неповторимо среди мировых систем письма. Первые девять букв (h-v) произошли из арабских цифр, следующие девять (m-d) — из местных вариантов индийских цифр. Оставшиеся буквы, встречающиеся в заимствованиях (z-ch), а также транслитерации арабских слов были получены из фонетически похожих согласных путём добавления диакритических знаков (за исключением y, происхождение которой неясно). Таким образом, тана — один из алфавитов, который не происходит от протосемитской письменности. Кроме того, наряду с идиш, ладино и языками, пользующимися арабской письменностью (персидский язык и др.), дивехи один из немногих индоевропейских языков с основной письменностью справа налево.
Порядок букв в алфавите тана (hā, shaviyani, nūnu, rā, bā и т. д.) не совпадает с принятым в других индийских письменностях и арабском алфавите. Отсутствие видимой логики в порядке букв интерпретировалось некоторыми исследователями как намёк на то, что тана первоначально являлась тайнописью. Согласно этой гипотезе, тана первоначально использовалась для записи магических заклинаний (fadinta), содержавших арабские цитаты, писавшиеся слева направо. Грамотные мальдивцы, большинство из которых знало заклинания, осознали преимущества использования упрощенной формы тайнописи в быту, и тана постепенно вошла в повседневное использование.
Во второй половине XX века письменность тана на короткий период оказалась под угрозой исчезновения. К середине 1970-х годов, во время правления президента Ибрагима Насира, правительством для использования местной администрацией была введена телексная связь. Введение новых технологий рассматривалось как большой прогресс, однако собственная письменность была помехой, поскольку сообщения могли писаться только латиницей.
Чтобы обойти проблему, мальдивским правительством в 1976 году была официально одобрена и быстро введена в обращение приблизительная латинская транслитерация мальдивского языка (дивехи летин). Система была распространена по всем островным администрациям, а также школам и торговым судам. Многими мальдивцами это рассматривалось как смерть письменности тана.
Новая система транскрипции имела много недостатков и игнорировала принятую для индоарийских языков систему транслитерации IAST (Международный алфавит транслитерации санскрита):
- неупорядоченное написание h для непридыхательных звуков, что несовместимо с фонетикой индоарийских языков.
- использование для обозначения некоторых арабских звуков системы буквосочетаний и апострофов, игнорировавшей принятую в научных кругах транслитерацию арабского языка.
- долгие гласные «oo» и «ee» были заимствованы из колониальной английской транскрипции.

Письменность тана была восстановлена президентом Момун Абдул Гайюмом вскоре после вступления в должность в 1978 году. Однако принятая в 1976 году несовершенная латинская транскрипция продолжает широко использоваться.
Тана используется в названиях атоллов Мальдив. Так как острова в рамках каждого атолла часто носят названия, совпадающие с названиями в других атоллах, для атоллов были приняты одно- или двухбуквенные определители буквами тана.

## Символы
Тана кодируется в Юникоде в диапазоне 1920—1983 (0780-07BF). 
Буква naviyani соответствует ретрофлексивному «n» ([ɳ]), встречающемуся во многих индоарийских языках. Ранее она располагалась на 19 месте — между daviyani и zaviyani, однако начиная с 1953 года эта буква не используется в официальных документах. В настоящее время буква встречается в репринтных изданиях старых книг, а также при записи поэзии на диалекте атолла Адду.
| Графема | Название   | Латинизация 1976 года                    | Соответствие IPA                         |
| ------- | ---------- | ---------------------------------------- | ---------------------------------------- |
| ހ       | haa        | h                                        | [h]                                      |
| ށ       | sha viyani | sh                                       | [ʂ]                                      |
| ނ       | noonu      | n                                        | [n̪]                                      |
| ރ       | raa        | r                                        | [ɾ]                                      |
| ބ       | baa        | b                                        | [b]                                      |
| ޅ       | lha viyani | lh                                       | [ɭ]                                      |
| ކ       | kaafu      | k                                        | [k]                                      |
| އ       | alifu      | различное                                | см. статью                               |
| ވ       | vaavu      | v                                        | [ʋ]                                      |
| މ       | meemu      | m                                        | [m]                                      |
| ފ       | faafu      | f                                        | [f]                                      |
| ދ       | dhaalu     | dh                                       | [d̪]                                      |
| ތ       | thaa       | th                                       | [t̪]                                      |
| ލ       | laamu      | l                                        | [l]                                      |
| ގ       | gaafu      | g                                        | [g]                                      |
| ޏ       | gna viyani | gn                                       | [ɲ]                                      |
| ސ       | seenu      | s                                        | [s̺]                                      |
| ޑ       | da viyani  | d                                        | [ɖ]                                      |
| ޒ       | za viyani  | z                                        | [z̺]                                      |
| ޓ       | ta viyani  | t                                        | [ʈ]                                      |
| ޔ       | yaa        | y                                        | [j]                                      |
| ޕ       | pa viyani  | p                                        | [p]                                      |
| ޖ       | ja viyani  | j                                        | [ɟ]                                      |
| ޗ       | cha viyani | ch                                       | [c]                                      |
| ޘ       | ttaa       | Для арабско-мальдивской транслитерации   | Для арабско-мальдивской транслитерации   |
| ޙ       | hhaa       | Для арабско-мальдивской транслитерации   | Для арабско-мальдивской транслитерации   |
| ޚ       | khaa       | Для арабско-мальдивской транслитерации   | Для арабско-мальдивской транслитерации   |
| ޛ       | thaalu     | Для арабско-мальдивской транслитерации   | Для арабско-мальдивской транслитерации   |
| ޜ       | zaa        | Для англо-мальдивской транслитерации [ʒ] | Для англо-мальдивской транслитерации [ʒ] |
| ޝ       | sheenu     | Для арабско-мальдивской транслитерации   | Для арабско-мальдивской транслитерации   |
| ޞ       | saadhu     | Для арабско-мальдивской транслитерации   | Для арабско-мальдивской транслитерации   |
| ޟ       | daadhu     | Для арабско-мальдивской транслитерации   | Для арабско-мальдивской транслитерации   |
| ޠ       | to         | Для арабско-мальдивской транслитерации   | Для арабско-мальдивской транслитерации   |
| ޡ       | zo         | Для арабско-мальдивской транслитерации   | Для арабско-мальдивской транслитерации   |
| ޢ       | ainu       | Для арабско-мальдивской транслитерации   | Для арабско-мальдивской транслитерации   |
| ޣ       | ghainu     | Для арабско-мальдивской транслитерации   | Для арабско-мальдивской транслитерации   |
| ޤ       | qaafu      | Для арабско-мальдивской транслитерации   | Для арабско-мальдивской транслитерации   |
| ޥ       | waavu      | Для арабско-мальдивской транслитерации   | Для арабско-мальдивской транслитерации   |
| އަ       | aba fili   | a                                        | [ə]                                      |
| އާ       | aabaa fili | aa                                       | [əː]                                     |
| އި       | ibi fili   | i                                        | [i]                                      |
| އީ       | eebee fili | ee                                       | [iː]                                     |
| އު       | ubu fili   | u                                        | [u]                                      |
| އޫ       | ooboo fili | oo                                       | [uː]                                     |
| އެ       | ebe fili   | e                                        | [e]                                      |
| އޭ       | eybey fili | ey                                       | [eː]                                     |
| އޮ       | obo fili   | o                                        | [ɔ]                                      |
| އޯ       | oaboa fili | oa                                       | [ɔː]                                     |
| އް       | sukun      | различное                                | см. статью                               |
| ޱ       | na viyani  | ṇ                                        | [ɳ]                                      |